# Mas-Kom-Yah
Mas-Kom-Yah est une pièce de théâtre écrite en 1975 par le futur maire d'Istanbul, premier ministre et président de la république de Turquie, Recep Tayyip Erdoğan, d'après le livre Kızıl Pençe (« Griffe rouge ») du prédicateur islamiste Mustafa Bayburtlu. Le nom Mas-Kom-Yah est l'abréviation de Mason, Komünist ve Yahudi (franc-maçon, communiste et juif),.

## Synopsis
Ayhan Bey, propriétaire d'usine non religieux, envoie son fils étudier à l'étranger. Des années plus tard, après avoir renoncé à l'islam, il retourne en Turquie. Cela provoque une dispute entre Ayhan Bey et son fils. Au même moment, les ouvriers de l'usine se rebellent et s'emparent des biens d'Ayhan Bey. Ils sont incités par un ouvrier juif se faisant passer pour un musulman turc. Le meneur, dépeint dans la pièce comme extrêmement malveillant, finit par inciter ses collègues à assassiner Ayhan Bey.

## Performance
Erdoğan, auteur de la pièce, y a également participé en tant que metteur en scène et acteur, incarnant le fils du propriétaire de l'usine. La pièce a été jouée dans toute la Turquie de 1975 jusqu'au coup d'État de 1980 en Turquie.

## Critique
En 2012, le magazine hebdomadaire allemand Der Spiegel a qualifié la pièce d'antisémite et a accusé Erdoğan de comprendre le théâtre d'un point de vue propagandiste et d'entraver le travail théâtral en tant que Premier ministre, car les théâtres et les scènes de la République de Turquie d'aujourd'hui sont en partie des bastions libéraux et laïcs de la société.